# Trypanaresta titschacki
Trypanaresta titschacki är en tvåvingeart som beskrevs av Erich Martin Hering 1941. Trypanaresta titschacki ingår i släktet Trypanaresta och familjen borrflugor.
Artens utbredningsområde är Peru. Inga underarter finns listade i Catalogue of Life.